# Standardi obrazovanja
Standardi u obrazovanju su mere nivoa razvijenosti određenih učeničkih kompetencija. Kompetencije podrazumevaju različite vidove znanja, veština I stavova koje učenik poseduje. 
Zakon o osnovama sistema obrazovanja I vaspitanja (2009), predvideo je definisanje standarda za osnovno I srednje obrazovanje, čime bi se standardizovalo znanje koje učenici treba da usvoje I kompetencije koje treba da razviju u douniverzitetskom obrazovanju. 
Definisanje ključnih kompetencija I reformisanje školskih programa u skladu sa njima, započelo je 2006. godine, kada je Evropska Unija usvojila Evropski okvir ključnih kompetencija za celoživotno učenje(European Reference Framework of Key Competences for Lifelong Learning). 
Standardi su zasnovani na kompetencijama koje treba da omoguće učenicima da uspešno odgovore na različite životne izazove. Uvođenje standardi obrazovanja ima I neposrednu dobrobit kako za nastavnike, tako I za učenike I roditelje. Dobrobit koju nastavnici imaju je blagovremeno planiranje sadržaja, metoda i sredstava kojim ostvaruju ishode, učenici imaju jasniji uvid šta se od njih očekuje i koje su mere postignuća i kako im to može pomoći u svakodnevnom životu i školovanju. Roditeljima standardi obrazovanja mogu da pomognu da lakše prate proces napredovanja deteta i šta mogu da očekuju od procesa obrazovanja. 
Osnovna promena u obrazovanju orijentisanom  ka razvijanju kompetencija učenika je, dinamičnije I angažovanije  učešće  učenika u procesu obrazovanja, što izlazi iz okvira tradicionalnih školskih predmeta. Ovakav pristup zahteva planiranje različitih oblika nastave na nivou školskih timova i kompleksniji rad nastavnika na času. 
Promene koje donose nove tehnologije u radu, kao I socijalne promene, postavljaju nove zahteve obrazovnom sistemu za razvoj kompetencija koje omogućuju lakše prilagođavanje promenama.  
Standardizacija obrazovnog sistema se uklapa I u moderan concept obrazovanja a to je obrazovanje za ceo život. To znači da se kroz školovanje ne samo stiču znanja, nego I svest da treba da se tokom celog života vraćati učenju. Bez učenja odrasli se loše snalaze, ne napreduju u poslu ili gube posao, jer nauka I tehnologija menja prirodu poslova. To može da se odrazi loše I na društvo u celini I njegovu budućnost. 
Generacije koje se sada školuju u Srbiji biće građani Evropske Unije I zato je važno da pratimo u kojoj  meri ih obrazovanje priprema za budućnost. 

## Literatura
- Priručnik za nastavnike – Opšti standardi postignuća za kraj opšteg srednjeg I srednjeg stručnog obrazovanja I vaspitanja u delu opšteobrazovnih predmeta, Beograd, 2015
- Obrazovanje za novo vreme, Ka smislenom celoživotnom učenju i razvoju ključnih kompetencija Aleksandar Baucal, Beograd, 2014
- Međupredmetne kompetencije za kraj opšteg srednjeg obrazovanja, Zavod za vrednovanje kvaliteta obrazovanja i vaspitanja, Beograd, 2013